# Горня-Мочила
Горня-Мочила (серб. Горња Мочила / Gornja Močila) — село в общине Брод Республики Сербской Боснии и Герцеговины. Население составляет 287 человек по переписи 2013 года. До 1990 года называлось Мочила-Горня.